# Корейський інститут аерокосмічних досліджень
Корейський інститут аерокосмічних досліджень (англ. Korea Aerospace Research Institute, KARI) — агентство з дослідження космосу та аеронавтики Республіки Корея. Засновано 1989 року. Основний інститут Південної Кореї в галузі освоєння космосу. Головні лабораторії розташовані в місті Теджон. Основною метою на поточному етапі є розроблення та вдосконалення ракети-носія KSLV. До вступу Південної Кореї 1992 року в Інститут перспективної техніки (англ. Institute for Advanced Engineering, IAE), зосереджувався переважно на аерокосмічних технологіях.

## Діяльність
Відіграє важливу роль у галузі. Інститут є власністю держави, із цим пов'язаний його особливий статус. Від 1999 року співпрацює в дослідженнях космосу з Корейською аерокосмічною корпорацією (KAI), яка займається цивільним та військовим авіа- та ракетобудуванням, розробкою та створенням супутників. Спочатку розробки в космічній галузі були відповіддю на аналогічні в КНДР і проходили за технічної підтримки США. 2004 року підписано угоду про співпрацю також і з російською стороною. Дослідницькі лабораторії розташовані в місті Теджон, а саме в спеціалізованому науковому містечку Тедок. Основний замовник проєктів — держава. Одним із проєктів є розробка засобів виведення супутників на навколоземну орбіту — ракет-носіїв. Інститут обслуговує перший космодром Південної Кореї. Також можна відзначити проєкт створення супутника Аріран-1, а також розробки ракет-носіїв KSLV-I та KSLV-II. 3 вересня 2016 року на ВЕФ-2016 у Владивостоці Держкорпорація «РОСКОСМОС» та Корейський інститут аерокосмічних досліджень підписали Меморандум про взаєморозуміння щодо активізації двосторонньої співпраці у космічній сфері.

### Ракети-носії
KSLV-I або проєкт Наро — завершений проєкт інституту зі створення та вдосконалення двоступеневої ракети-носія. Перший ступінь — російський (на базі ракети «Ангара»), другий — південнокорейський. Перший пуск відбувся 2009 року, другий — 2010 року. Обидва запуски виявилися невдалими. Третій запуск ракети-носія «KSLV-1», намічений на осінь 2012 року, було перенесено і він відбувся 30 січня 2013 року, що дало можливість КНДР випередити Південну Корею і стати 12 грудня 2012 року 10-ою космічною державою. Це був останній запуск у рамках проєкту KSLV-I.
KSLV-II — перспективний проєкт створення наступної в сімействі ракети-носія, що має три ступені національної розробки. 21 червня 2022 року здійснено успішний пуск ракети-носія.

### Космодром
Для запуску власних ракет-носіїв у країні на 2009 рік споруджено космодром «Космічний центр Наро», розташований на острові Венародо в провінції Чолла-Намдо на південному заході Корейського півострова.

### Пілотована космонавтика
Південна Корея розпочала разову національну програму «Корейський астронавт». За програмою підготовлено двох корейських астронавтів і 8 квітня 2008 року Ї Со-йон вирушила на російському кораблі «Союз ТМА-12» на Міжнародну космічну станцію. За наявними відомостями, програма обійшлася країні в 20 млн доларів.
Неодноразово[коли?] заявлялося[ким?], Що в перспективі країна має намір організувати власними силами національну пілотовану космонавтику, для чого передбачається створити центр підготовки астронавтів і розробити після KSLV-II потужнішу ракету-носій.

### Аерокосмічні дослідження
За підтримки інституту розроблено супутники Аріран, COMS та STSAT. Також в інституті ведуться розробки безпілотних літальних апаратів, багатоцільових гелікоптерів та висотних дирижаблів.

### Місячна програма
У співпраці з НАСА від 2016 року інститут розробляє власну місячну програму. В рамках першої фази сконструйовно демонстраційну автоматичну станцію Данурі для дослідження Місяця з місячної орбіти. Станцію запущено з космодрому Канаверал 5 серпня 2022 року за допомогою ракети-носія Falcon 9 компанії SpaceX. Для економії палива зонд летів величезною дугою через точку Лагранжа L1. 28 листопада 2022 року Данурі передала знімки Землі та Місяця, зроблені в період від 15 вересня до 15 жовтня. 16 грудня (17 грудня за сеульським часом) станція виконала перше з п'яти увімкнень двигунів і вийшла на еліптичну навколомісячну орбіту (109 км x 8920 км). Процес виходу на колову орбіту мав завершитись 29 грудня. Наступні включення двигунів мали відбутися 21, 23, 26 і 28 грудня[уточнити].
Зв'язок з KPLO підтримується з використанням мережі далекого космічного зв'язку NASA (а на етапі перельоту — і європейських центрів космічного зв'язку), а також власної станції KARI з 35-метровою антеною.
У вересні 2023 року KARI опублікував серію знімків Данурі, що демонструють місця посадки експедицій Аполлон-11 і Аполлон-17.